# Jens Bratlie
Jens Kristian Meinich Bratlie (1856-1939), abogado y político, fue el primer ministro de Noruega entre el 1912 y el 1913. Graduado en derecho el 1885, trabajó como abogado asistente entre el 1886 y el 1889, antes de ejercer el cargo de director general en el Ministerio de la Defensa hasta el 1893.